# Камбрија
Камбрија (енгл. Cumbria) је традиционална грофовија у северозападном региону Енглеске. Трећа је највећа грофовија Енглеске, али је слабо насељена. Ту живи испод пола милиона људи, што даје густину становништва од 73,4 човека по километру квадратном. На северу се граничи са Шкотском, на истоку је Ирско море, док се на западу и југу Камбрија граничи са грофовијама Ланкашир, Северни Јоркшир, Дарам и Нортамберланд. Главни и највећи град је Карлајл.
Област су у давнини насељавали Келти од којих потиче назив ове области. У раном средњем веку овде се говорило камбријским језиком, једним од келтских језика који је изумро у 11. или 12. веку.
Ова доминантно рурална грофовија је позната по националном парку Језерска област (Lake District National Park). То је једно од најлепших природних подручја Велике Британије које је инспирисало бројне уметнике. Већи део Камбрије је планинско подручје где се налазе сви врхови Енглеске виши од 900 метара. Највиши међу њима је врх Скафел висок 978 метара. Језеро Виндермир је највеће природно језеро Енглеске.
Од историјских знаменитости у Камбрији најзначајније су: Замак Карлајл, Опатија у Фурнесу и Хадријанов зид.

## Администрација
Веће Камбрије основано је 1974. уједињавањем историјских грофовија Камберланд, Вестморланд и полуострва Фурнес које је раније припадало Ланкаширу. Данас се састоји из 6 обласних већа.